# Tephrina defectaria
Tephrina defectaria là một loài bướm đêm trong họ Geometridae.